# WWE Day 1 (2024)
L'édition 2024 de WWE Day 1, est un épisode spécial de catch (lutte professionnelle) destiné à la brande de Raw produit par la World Wrestling Entertainment. L'événement a eu lieu le 1 janvier 2024 au Pechanga Arena à San Diego (Californie. Il s'agit de la seconde édition du WWE Day 1
Six matchs ont été disputés lors de la diffusion en direct. Dans l'événement principal, Seth "Freakin" Rollins a battu Drew McIntyre pour conserver le championnat du monde des poids lourds. Dans un autre match important, Rhea Ripley a battu Ivy Nile pour conserver le championnat du monde féminin et lors du match d'ouverture, Nia Jax a battu Becky Lynch. L'événement comprenait également une apparition surprise de The Rock, qui était sa première apparition live à Raw depuis le 25 janvier 2016.

## Conxtexte
Les spectacles de la World Wrestling Entertainment (WWE) sont constitués de matchs aux résultats prédéterminés par les scénaristes de la WWE. Ces rencontres sont justifiées par des storylines – une rivalité entre catcheurs, la plupart du temps – ou par des qualifications survenues dans les shows de la WWE telles que Raw, SmackDown, NXT et 205 Live. Tous les catcheurs possèdent un gimmick, c'est-à-dire qu'ils incarnent un personnage gentil (Face) ou méchant (Heel), qui évolue au fil des rencontres. Un événement comme le Royal Rumble est donc un événement tournant pour les différentes storylines en cours,.
À Crown Jewel, Seth "Freakin" Rollins a battu Drew McIntyre pour conserver le championnat du monde des poids lourds. Dans l'épisode suivant de Raw , McIntyre a serré la main de Rollins et a déclaré qu'il gagnerait une future revanche. Lors de l'épisode du 11 décembre, le directeur général de Raw, Adam Pearce, a annoncé que Rollins affronterait le désormais méchant McIntyre dans un match revanche à WWE Day 1, le premier janvier da la nouvelle année.
Dans l'épisode de Raw du 4 décembre 2023 , Ivy Nile a promis de neutraliser le championnat du monde féminine Rhea Ripley si elle tentait d'intervenir au nom de ses camarades de Judgment Day , les champions incontestés par équipe de la WWE, Finn Bálor et Damian Priest, contre les camarades de Nile. Les Creed Brothers (Brutus et Julius Creed) dans leur match pour le titre. La semaine suivante, après que Ripley ait vaincu Maxxine Dupri dans un match sans titre, Ripley et Nile se regardaient. Ripley s'est alors juré de faire un exemple du Nil, en acceptant de mettre le Championnat du monde féminin en jeu contre le Nil lors du premier jour, qui a ensuite été rendu officiel.
Dans l'épisode de Raw du 27 novembre 2023 , Becky Lynch a déclaré qu'elle avait quelques combats à l'horizon. La semaine suivante, Nia Jax a demandé si l'un des combats l'incluait, ce que Lynch a confirmé, faisant référence au moment où Jax s'est légitimement cassé le nez de Lynch en 2018. Au cours des deux semaines suivantes, Lynch semblait prêt à affronter Jax, mais Jax a déclaré qu'elle combattrait Lynch selon ses propres conditions, acceptant finalement d'affronter Lynch à Day 1.
Dans l'épisode de Raw du 18 décembre 2023 , l'équipe de Natalya et Tegan Nox et l'équipe de Shayna Baszler et Zoey Stark ont convenu d'un match pour déterminer les prétendantes numéro un au WWE Women's Tag Team Championship , qui était prévu pour le 18 décembre 2023.
Le 29 décembre 2023, sur X , Triple H, responsable du contenu de la WWE , a attiré l'attention sur une rumeur concernant un ancien champion de la WWE non spécifié apparaissant au premier jour. Triple H a suggéré aux fans de se connecter à la diffusion de l'événement et a refusé de confirmer ou de nier la rumeur.

## Résultats
| Ordre par numéros                                                                         | Résultat                                                                                              | Stipulation(s)                                                                                             | Temps |
| ----------------------------------------------------------------------------------------- | --- | --- | ----- |
| 1                                                                                         | Nia Jax bat Becky Lynch                                                                               | Match simple                                                                                               | 11:50 |
| 2                                                                                         | Kofi Kingston et Jey Uso battent Imperium (Giovanni Vinci and Ludwig Kaiser) par l'arrêt de l'arbitre | Tag team match                                                                                             | 7:00  |
| 3                                                                                         | The Awesome Truth (R-Truth et The Miz) battent The Judgment Day (JD McDonagh et Dominik Mysterio)     | Tag team match                                                                                             | 7:30  |
| 4                                                                                         | Rhea Ripley (c) bat Ivy Nile                                                                          | Match simple pour le WWE Women's World Championship                                                        | 13:00 |
| 5                                                                                         | Shayna Baszler et Zoey Stark battent Tegan Nox et Natalya                                             | Tag team match pour déterminer les aspirantes #1 pour le WWE Women's Tag Team Championship au Royal Rumble | 5:30  |
| 6                                                                                         | Seth "Freakin" Rollins (c) bat Drew McIntyre                                                          | Match simple pour le World Heavyweight Championship                                                        | 18:05 |
| La lettre C placée entre parenthèses désigne la personne ou l’équipe championne en titre. | | |       |